# Filippo Salviati

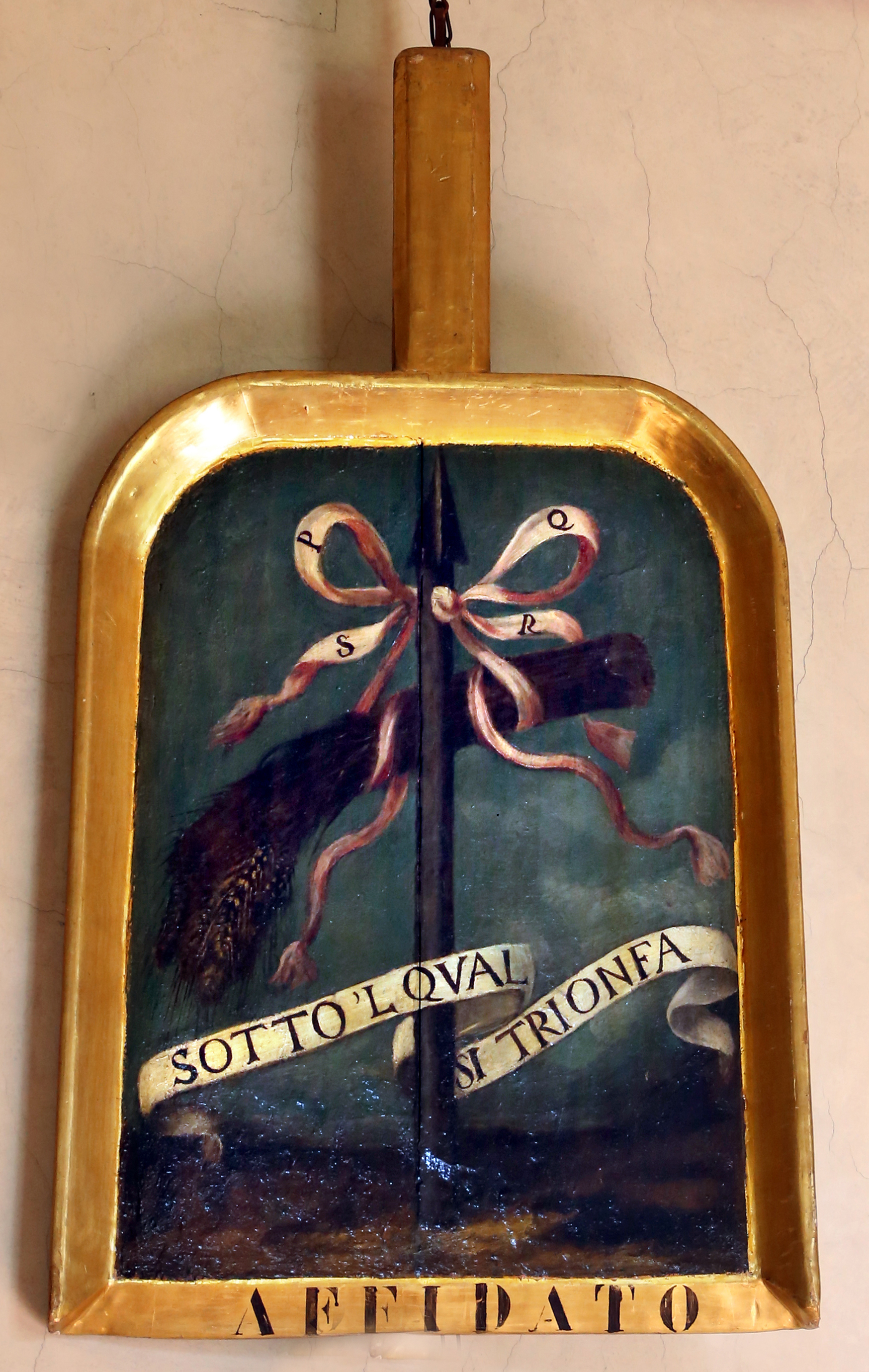
Zeremonieller Spaten Salviatis bei der Accademia della Crusca (‚Affidato‘ = ‚Vertrauter‘, Salviatis Spitzname)

Filippo Salviati (* 29. Januar 1583 in Florenz; † 22. März 1614 in Barcelona) war ein florentinischer Wissenschaftler und Freund des Galileo Galilei.
Salviati entstammte dem Florentiner Adelsgeschlecht Salviati. Er wurde schon in jungen Jahren Waise und wuchs bei seinem Onkel Antonio auf, der ihn an die finanziellen Interessen der Familie heranführen wollte. Filippo gab diese jedoch auf, um sich dem Studium der Mathematik zu widmen. Ab 1610 war er Mitglied der Accademia della Crusca. 1612 wurde er durch Einfluss Galileis Mitglied der Accademia dei Lincei.
Er war vielleicht auch ein Schüler Galileis. Ab Januar 1611 beherbergte er Galilei in der Villa Le Selve in Lastra a Signa, die der Familie gehörte. Dort setzte Galilei seine Beobachtungen über die „Mediceischen Gestirne“ fort und entwickelte seine Theorien über Sonnenflecken. Im Juli 1611 war Salviatis Florentiner Wohnhaus in der Via del Palagio Schauplatz eines experimentellen Wettstreits zwischen Galilei und dem Aristoteliker Ludovico delle Colombe über die Physik der Auftriebskraft in Flüssigkeiten. 1613 widmete Galilei Salviati die Istoria e dimostrazioni intorno alle macchie solari e loro accidente (Geschichte und Demonstrationen von Sonnenflecken und ihren Zufällen).
Nachdem Salviati Anfang 1614 nach Spanien übergesiedelt oder geflohen war, vermutlich aufgrund einer schwelenden Ehrenfrage mit Bernadetto de’ Medici sowie einer Verfolgung durch das Heilige Offiziums, starb er 1614 in Barcelona an einer Asthmaattacke.
In Galileis berühmtem Dialog über die beiden hauptsächlichsten Weltsysteme von 1632 verkörpert Salviati die Person Galileis und vertritt dessen kopernikanisches Weltbild gegenüber Sagredo und Simplicio. Zu diesem Zweck lässt Galilei Salviati stellenweise wortwörtlich aus seinen früheren Werken zitieren. Im Vorwort „An den geneigten Leser“ rühmte ihn Galilei als „erhabenen Geist, der nach keinem Genuss mehr trachtete als nach dem des Forschens und Denkens“. Auch in Unterredungen und mathematische Demonstrationen über zwei neue Wissenszweige von 1638 nimmt er eine ähnliche Rolle ein.